# Manggungjaya (Rajapolah)
Manggungjaya is een bestuurslaag in het regentschap Tasikmalaya van de provincie West-Java, Indonesië. Manggungjaya telt 11.152 inwoners (volkstelling 2010).